# Hook Me Up
Hook Me Up — второй альбом поп-рок группы The Veronicas, выпущенный в Австралии 7 ноября 2007 года. Альбом сразу занял второе место австралийского хит-парада ARIA Albums Chart и стал дважды «платиновым». Впоследствии в качестве синглов «Hook Me Up», «Untouched», «This Love», «Take Me On The Floor» и «Popular». Альбом был номинирован на три премии ARIA Music Awards 2008 года, включая «Самый продаваемый альбом» и «Лучший поп-релиз», хотя так и не завоевал ни одной награды, проиграв в этих номинациях альбомам Delta (группы Delta Goodrem) и Lessons to Be Learned. Hook Me Up попал в тридцатку самых продаваемых альбомов Австралии в 2007 году.
Сингл Untouched стал саундтреком к компьютерной игре FIFA 09.

## Список композиций
1. «Untouched» — 4:14
2. «Hook Me Up» — 2:56
3. «This Is How It Feels» — 4:11
4. «This Love» — 2:59
5. «I Can’t Stay Away» — 3:26
6. «Take Me on the Floor» — 3:30
7. «I Don’t Wanna Wait» — 2:59
8. «Popular» — 2:44
9. «Revenge Is Sweeter (Than You Ever Were)» — 3:43
10. «Someone Wake Me Up» — 3:35
11. «All I Have» — 3:14
12. «In Another Life» — 3:47